# Questo sentimento estivo
Questo sentimento estivo (Ce sentiment de l'été) è un film del 2015 diretto da Mikhaël Hers, con protagonisti Anders Danielsen Lie e Judith Chemla.